# Dictyochaetopsis elegantissima
Dictyochaetopsis elegantissima är en svampart som först beskrevs av Lunghini, och fick sitt nu gällande namn av Aramb. & Cabello 1990. Dictyochaetopsis elegantissima ingår i släktet Dictyochaetopsis och familjen Chaetosphaeriaceae.   Inga underarter finns listade i Catalogue of Life.